# Dicranacrus piceus
Dicranacrus piceus är en insektsart som beskrevs av Ludwig Redtenbacher 1891. Dicranacrus piceus ingår i släktet Dicranacrus och familjen vårtbitare. Inga underarter finns listade i Catalogue of Life.